# Campionato mineiro 2020
Il campionato mineiro 2020 – Módulo I (ufficialmente Campeonato Mineiro Sicoob 2020 – Módulo I per ragioni di sponsorizzazione) è stata la 106ª edizione del campionato mineiro, disputata fra il 21 gennaio e il 30 agosto 2020 e conclusa con la vittoria dell'Atlético Mineiro.
Il 15 marzo il torneo è stato sospeso per l'aggravarsi della Pandemia di COVID-19 in Brasile ed è ripreso a porte chiuse solamente il 26 luglio in conformità alle linee guida del governo dello Stato di Minas Gerais.
Capocannoniere del torneo è stato Rubens con 7 reti.

## Stagione

### Novità
Al termine della stagione 2019 sono retrocesse in Módulo II Guarani-MG e Tupi. Dalla seconda divisione, invece, sono salite Coimbra e Uberlândia.
Questa edizione prevede l'introduzione di due nuove competizioni, il Troféu Inconfidência a cui partecipano le squadra collocate fra il quinto e l'ottavo posto nella prima fase del campionato e la Recopa Mineira dove si affrontano il vincitore del Troféu Inconfidência ed il vincitore del Troféu do Interior. Inoltre la fase finale torna ed essere disputata da sole 4 squadre, contro le 8 delle precedenti due edizioni.

### Formato
Le dodici squadre si affrontano dapprima in una prima fase, consistente in un girone da dodici squadre di sola andata. Le prime quattro classificate accederanno alla seconda fase che decreterà la vincitrice del campionato. Le formazioni classificatesi tra il quinto e l'ottavo posto, prenderanno parte al Troféu Inconfidência. Le ultime due classificate, retrocedono nel Módulo II.
La prime tre classificate, potranno partecipare alla Série D 2021. I primi quattro posti garantiscono anche un posto nella Coppa del Brasile; nel caso lo stato di Minas Gerais avesse diritto a un quinto posto, questo verrà occupato dalla vincitrice del Troféu Inconfidência.
Nel caso le prime tre classificate siano già qualificate alla Série D o alle serie superiori, l'accesso alla quarta serie andrà a scalare.
Il titolo di Campeao do Interior verrà assegnato al club meglio piazzato nel corso della competizione ad esclusione dei tre club di Belo Horizonte, ovvero América-MG, Atlético Mineiro e Cruzeiro. Nel caso in cui due club dovessero raggiungere lo stesso risultato (venendo entrambi eliminati nella semifinale della seconda fase), vi sarà uno spareggio per decretare il vincitore.

## Squadre partecipanti
| Club             | Città           | Stadio                                        | Stagione precedente    |
| ---------------- | --------------- | --------------------------------------------- | ---------------------- |
| América-MG       | Belo Horizonte  | Stadio Raimundo Sampaio                       | 3º posto               |
| Atlético Mineiro | Belo Horizonte  | Stadio Mineirão                               | 2º posto               |
| Boa Esporte      | Varginha        | Stadio Municipal Prefeito Dilzon Luiz de Melo | 4º posto               |
| Caldense         | Poços de Caldas | Stadio Doutor Ronaldo Junqueira               | 6º posto               |
| Coimbra          | Contagem        | Stadio Raimundo Sampaio                       | 1º posto nel Módulo II |
| Cruzeiro         | Belo Horizonte  | Stadio Mineirão                               | 1º posto               |
| Patrocinense     | Patrocínio      | Stadio Pedro Alves do Nascimento              | 7º posto               |
| Tombense         | Tombos          | Stadio Antônio Guimarães de Almeida           | 5º posto               |
| Tupynambás       | Juiz de Fora    | Stadio José Paiz Soares                       | 8º posto               |
| Uberlândia       | Uberlândia      | Stadio Municipal Parque do Sabiá              | 2º posto nel Módulo II |
| URT              | Patos de Minas  | Stadio Zama Maciel                            | 10º posto              |
| Villa Nova       | Nova Lima       | Stadio Castor Cifuentes                       | 9º posto               |

## Prima fase

### Classifica finale
| Pos. | Squadra          | Pt | G  | V | N | P | GF | GS | DR  |
| ---- | ---------------- | -- | -- | - | - | - | -- | -- | --- |
| 1    | Tombense         | 26 | 11 | 8 | 2 | 1 | 18 | 6  | +12 |
| 2    | América-MG       | 25 | 11 | 7 | 4 | 0 | 19 | 7  | +12 |
| 3    | Atlético Mineiro | 22 | 11 | 6 | 4 | 1 | 20 | 7  | +13 |
| 4    | Caldense         | 20 | 11 | 6 | 2 | 3 | 18 | 9  | +9  |
| 5    | Cruzeiro         | 20 | 11 | 6 | 2 | 3 | 16 | 10 | +6  |
| 6    | Uberlândia       | 14 | 11 | 4 | 2 | 5 | 11 | 13 | -2  |
| 7    | Boa Esporte      | 14 | 11 | 3 | 5 | 3 | 10 | 10 | 0   |
| 8    | Patrocinense     | 12 | 11 | 3 | 3 | 5 | 10 | 12 | -2  |
| 9    | URT              | 11 | 11 | 3 | 2 | 6 | 5  | 18 | -13 |
| 10   | Coimbra          | 10 | 11 | 2 | 4 | 5 | 6  | 11 | -5  |
| 11   | Villa Nova       | 4  | 11 | 1 | 1 | 9 | 11 | 21 | -10 |
| 12   | Tupynambás       | 3  | 11 | 0 | 3 | 8 | 6  | 26 | -20 |

Legenda:
     Ammessa alla seconda fase.
     Ammessa al Troféu Inconfidência.
     Retrocessa nel Módulo II 2021
Regolamento:
Tre punti a vittoria, uno a pareggio, zero a sconfitta.

### Tabellone
Ogni riga indica i risultati casalinghi della squadra segnata a inizio della riga, contro le squadre segnate colonna per colonna (che invece avranno giocato l'incontro in trasferta). Al contrario, leggendo la colonna di una squadra si avranno i risultati ottenuti dalla stessa in trasferta, contro le squadre segnate in ogni riga, che invece avranno giocato l'incontro in casa.
|                  | AMM    | ATM    | BOA    | CAL    | COI    | CRU    | PAT    | TOM    | TPY    | UEC    | URT    | VIL    |
| ---------------- | ------ | ------ | ------ | ------ | ------ | ------ | ------ | ------ | ------ | ------ | ------ | ------ |
| América Mineiro  | ––––\| | 1-1    | 1-1    | 2-2    |        |        |        | 2-1    |        | 3-0    |        |        |
| Atlético Mineiro |        | ––––\| |        | 1-2    |        | 2-1    | 4-0    | 1-1    | 5-0    |        |        |        |
| Boa Esporte      |        | 1-1    | ––––\| |        | 0-0    |        |        |        | 1-0    | 2-2    | 3-0    | 1-3    |
| Caldense         |        |        | 1-0    | ––––\| | 2-0    | 0-1    | 2-2    |        |        | 2-0    |        | 2-0    |
| Coimbra          | 0-2    | 0-0    |        |        | ––––\| |        |        | 1-2    | 1-1    |        | 1-1    |        |
| Cruzeiro         | 1-1    |        | 2-0    |        | 0-1    | ––––\| |        |        |        | 2-1    | 3-0    | 1-0    |
| CA Patrocinense  | 0-1    |        | 0-1    |        | 1-0    | 1-1    | ––––\| |        |        |        |        | 2-0    |
| Tombense         |        |        | 0-0    | 2-1    |        | 2-0    | 2-0    | ––––\| |        | 1-0    | 4-0    |        |
| Tupynambas       | 0-1    |        |        | 0-4    |        | 2-4    | 0-4    | 0-1    | ––––\| | 1-3    |        |        |
| Uberlândia       |        | 0-1    |        |        | 1-0    |        | 0-0    |        |        | ––––\| | 2-0    | 2-1    |
| URT              | 0-3    | 0-1    |        | 1-0    |        |        | 1-0    |        | 0-0    |        | ––––\| | 2-1    |
| Villa Nova       | 1-2    | 1-3    |        |        | 1-2    |        |        | 1-2    | 2-2    |        |        | ––––\| |

Legenda:
     Vittoria della squadra in casa.
     Vittoria della squadra in trasferta.
     Pareggio.
Note:
In grassetto i clássicos.

## Seconda fase

### Tabellone
|  | Semifinali | Semifinali       | Semifinali | Semifinali | Semifinali |  |  | Finale | Finale           | Finale | Finale | Finale |  |
|  |            |                  |            |            |            |  |  |        |                  |        |        |        |  |
|  | 3          | Atlético Mineiro | 2          | 3          | 5          |  |  |        |                  |        |        |        |  |
|  | 2          | América-MG       | 1          | 0          | 1          |  |  | 3      | Atlético Mineiro | 2      | 1      | 3      |  |
|  | 4          | Caldense         | 0          | 0          | 0          |  |  | 1      | Tombense         | 1      | 0      | 1      |  |
|  | 1          | Tombense         | 1          | 2          | 3          |  |  |        |                  |        |        |        |  |

### Semifinali
| Squadra 1        | Totale | Squadra 2  | Andata | Ritorno |
| ---------------- | ------ | ---------- | ------ | ------- |
| Atlético Mineiro | 5 - 1  | América-MG | 2 - 1  | 3 - 0   |
| Caldense         | 0 - 3  | Tombense   | 0 - 1  | 0 - 2   |

#### Andata
| Arbitro: | Marco Aurelio Augusto Fazekas Ferreira |

|  |           |                |
|  | Marcatori | 14’ João Paulo |

| Arbitro: | Ronei Candido Alves |

|                     |           |            |
| Jair 18’ Nathan 39’ | Marcatori | 49’ Ademir |

#### Ritorno
| Arbitro: | Ricardo Marques Ribeiro |

|                                    |           |  |
| Cássio Ortega 27’ Gabriel Lima 79’ | Marcatori |  |

| Arbitro: | Felipe Fernandes de Lima |

|  |           |                                    |
|  | Marcatori | 55’ Réver 72’ Marrony 85’ Savarino |

### Finale
| Squadra 1        | Totale | Squadra 2 | Andata | Ritorno |
| ---------------- | ------ | --------- | ------ | ------- |
| Atlético Mineiro | 3 - 1  | Tombense  | 2 - 1  | 1 - 0   |

#### Andata
| Arbitro: | Marco Aurelio Augusto Fazekas Ferreira |

|                              |           |                   |
| Eduardo Sasha 64’ Keno 90+7’ | Marcatori | 62’ (rig.) Rubens |

| Atlético Mineiro | Tombense |

##### Formazioni
| América Mineiro (4-3-3) |    |                    |       |     |
|                         |    |                    |       |     |
| P                       | 32 | Rafael             |       |     |
| D                       | 2  | Guga               |       | 79’ |
| D                       | 4  | Réver              |       |     |
| D                       | 3  | Júnior Alonso      |       |     |
| D                       | 13 | Guilherme Arana    |       |     |
| C                       | 8  | Jair               | 20’   |     |
| C                       | 20 | Hyoran             |       | 63’ |
| C                       | 70 | Jefferson Savarino |       | 45’ |
| A                       | 18 | Eduardo Sasha      |       | 79’ |
| A                       | 38 | Marrony            |       | 45’ |
| A                       | 11 | Keno               | 90+7’ |     |
| Sostituzioni:           |    |                    |       |     |
| P                       | 1  | Victor             |       |     |
| P                       | 31 | Matheus Mendes     |       |     |
| D                       | 6  | Fábio Santos       |       |     |
| D                       | 16 | Igor Rabello       |       |     |
| D                       | 22 | Maílton            |       |     |
| D                       | 25 | Mariano            |       | 79’ |
| D                       | 30 | Gabriel            |       |     |
| C                       | 21 | Alan Franco        |       | 45’ |
| C                       | 27 | Léo Sena           |       |     |
| C                       | 29 | Allan              |       | 79’ |
| A                       | 17 | Bruno Silva        |       | 63’ |
| A                       | 50 | Marquinhos         |       | 45’ |
| Allenatore:             |    |                    |       |     |
| Jorge Sampaoli          |    |                    |       |     |

| Atlético Mineiro (4-3-3) |    |                     |     |       |
|                          |    |                     |     |       |
| P                        | 1  | Felipe Garcia       |     |       |
| D                        | 2  | David Junio         |     | 90+1’ |
| D                        | 3  | Admilton            |     |       |
| D                        | 4  | Matheus Lopes       |     |       |
| D                        | 6  | João Paulo          |     |       |
| C                        | 5  | Rodrigo             | 15’ | 85’   |
| C                        | 7  | Ibson               |     |       |
| C                        | 8  | Serginho            |     | 90+1’ |
| A                        | 10 | Marquinhos          | 32’ | 68’   |
| A                        | 11 | Cássio Ortega       |     |       |
| A                        | 9  | Rubens              |     | 85’   |
| Sostituzioni:            |    |                     |     |       |
| P                        | 12 | Murillo Lopes       |     |       |
| P                        | 26 | Jonathan Braz       |     |       |
| D                        | 13 | Ramon               |     | 90+1’ |
| D                        | 14 | Gabriel Carioca     |     |       |
| D                        | 16 | Manoel              |     |       |
| D                        | 18 | da Silva            |     | 90+1’ |
| C                        | 15 | Falcão              |     | 85’   |
| C                        | 19 | Jhemerson Guimarães |     |       |
| A                        | 17 | Gersinho            |     |       |
| A                        | 20 | Maycon Douglas      |     | 85’   |
| A                        | 21 | Gabriel Lima        |     | 68’   |
| Allenatore:              |    |                     |     |       |
| Eugênio Souza            |    |                     |     |       |

#### Ritorno
| Arbitro: | Ronei Candido Alves |

|  |           |            |
|  | Marcatori | 45+3’ Jair |

| Tombense | Atlético Mineiro |

##### Formazioni
| Atlético Mineiro (4-3-3) |    |                     |     |     |
|                          |    |                     |     |     |
| P                        | 1  | Felipe Garcia       |     |     |
| D                        | 2  | David Junio         |     |     |
| D                        | 3  | Admilton            |     |     |
| D                        | 4  | Matheus Lopes       |     | 74’ |
| D                        | 6  | João Paulo          |     |     |
| C                        | 5  | Rodrigo             | 89’ |     |
| C                        | 7  | Ibson               |     | 68’ |
| C                        | 8  | Serginho            | 17’ | 45’ |
| A                        | 10 | Marquinhos          | 84’ | 85’ |
| A                        | 11 | Cássio Ortega       |     | 45’ |
| A                        | 9  | Rubens              |     |     |
| Sostituzioni:            |    |                     |     |     |
| P                        | 12 | Murillo Lopes       |     |     |
| P                        | 26 | Jonathan Braz       |     |     |
| D                        | 13 | Ramon               |     | 74’ |
| D                        | 14 | Gabriel Carioca     |     |     |
| D                        | 16 | Manoel              |     |     |
| D                        | 18 | da Silva            |     |     |
| C                        | 15 | Falcão              |     |     |
| C                        | 19 | Jhemerson Guimarães |     | 68’ |
| A                        | 17 | Gersinho            |     | 85’ |
| A                        | 20 | Maycon Douglas      |     | 45’ |
| A                        | 21 | Gabriel Lima        |     | 45’ |
| A                        | 22 | Willian Anicete     |     |     |
| Allenatore:              |    |                     |     |     |
| Eugênio Souza            |    |                     |     |     |

| América Mineiro (4-3-3) |                |                    |          |     |
|                         |                |                    |          |     |
| P                       | 32             | Rafael             |          |     |
| D                       | 4              | Réver              |          |     |
| D                       | 3              | Júnior Alonso      |          |     |
| D                       | 13             | Guilherme Arana    | 71’      |     |
| D                       | 25             | Mariano            |          |     |
| C                       | 8              | Jair               |          |     |
| C                       | 21             | Alan Franco        |          |     |
| C                       | 29             | Allan              | 17’, 89’ |     |
| A                       | 70             | Jefferson Savarino |          | 74’ |
| A                       | 18             | Eduardo Sasha      |          | 68’ |
| A                       | 11             | Keno               |          | 63’ |
| Sostituzioni:           |                |                    |          |     |
| P                       | 1              | Victor             |          |     |
| P                       | 31             | Matheus Mendes     |          |     |
| D                       | 2              | Guga               |          |     |
| D                       | 6              | Fábio Santos       |          |     |
| D                       | 16             | Igor Rabello       |          |     |
| D                       | 22             | Maílton            |          |     |
| D                       | 30             | Gabriel            |          |     |
| C                       | 20             | Hyoran             |          | 74’ |
| C                       | 27             | Léo Sena           |          |     |
| A                       | 33             | Sávio              |          |     |
| A                       | 38             | Marrony            |          | 68’ |
| A                       | 50             | Marquinhos         |          | 63’ |
| Allenatore:             |                |                    |          |     |
| Jorge Sampaoli          | Jorge Sampaoli | Jorge Sampaoli     | 55’      |     |

## Troféu Inconfidência
Il Troféu Inconfidência è stato vinto dall'Uberlândia che si è visto assegnare il trofeo a tavolino dopo la cancellazione della finale in seguito ad un focolaio di COVID-19 e la successiva rinuncia del Cruzeiro, l'altro finalista.
|  | Semifinali | Semifinali   | Semifinali |            |   | Finale   | Finale | Finale |  |
|  |            |              |            |            |   |          |        |        |  |
|  | 5          | Cruzeiro     | 3          |            |   |          |        |        |  |
|  | 5          | Cruzeiro     | 3          |            |   |          |        |        |  |
|  | 8          | Patrocinense | 0          |            |   |          |        |        |  |
|  | 8          | Patrocinense | 0          |            | 5 | Cruzeiro | -      |        |  |
|  |            |              |            |            | 5 | Cruzeiro | -      |        |  |
|  |            |              | 6          | Uberlândia | - |          |        |        |  |
|  | 6          | Uberlândia   | 6          | Uberlândia | - | 2 (5)    |        |        |  |
|  | 6          | Uberlândia   |            |            |   |          |        |        |  |
|  | 7          | Boa Esporte  | 2 (4)      |            |   |          |        |        |  |

## Troféu do Interior
Il Troféu do Interior è stato assegnato al Tombense giunto in finale contro l'Atlético, club di Belo Horizonte.

## Recopa Mineira
La Recopa Mineira è stata vinta dal Tombense, vittorioso per 2-0 contro l'Uberlândia.
| Squadra 1 | Risultato | Squadra 2  |
| --------- | --------- | ---------- |
| Tombense  | 2 – 0     | Uberlândia |

## Statistiche

### Classifica marcatori
| Gol |  |  | Giocatore          | Squadra          |
| --- |  |  | ------------------ | ---------------- |
| 7   |  |  | Rubens             | Tombense         |
| 5   |  |  | Ademir             | América Mineiro  |
| 5   |  |  | Paulo Renê         | CA Patrocinense  |
| 4   |  |  | Cássio Ortega      | Tombense         |
| 4   |  |  | João Victor        | Caldense         |
| 4   |  |  | Zé Eduardo         | Villa Nova       |
| 4   |  |  | Lucas Nathan       | Caldense         |
| 4   |  |  | Maurício           | Cruzeiro         |
| 4   |  |  | Rodolfo            | América Mineiro  |
| 3   |  |  | Alê                | América Mineiro  |
| 3   |  |  | Fábio Alves        | Uberlândia       |
| 3   |  |  | Franco Di Santo    | Atlético Mineiro |
| 3   |  |  | Igor Thiago        | Cruzeiro         |
| 3   |  |  | Jefferson Savarino | Atlético Mineiro |
| 3   |  |  | Jefferson          | Boa Esporte      |
| 3   |  |  | Nathan             | Atlético Mineiro |
| 3   |  |  | Roni               | URT              |

### Squadra della stagione
La squadra della stagione è stata selezionata al termine del torneo.
| Ruolo | Naz.               | Giocatore       | Squadra          |
| ----- | ------------------ | --------------- | ---------------- |
| P     | Brasile (bandiera) | Felipe Garcia   | Tombense         |
| TD    | Brasile (bandiera) | Filipi Souza    | Caldense         |
| D     | Brasile (bandiera) | Cacá            | Cruzeiro         |
| D     | Brasile (bandiera) | Réver           | Atlético Mineiro |
| TS    | Brasile (bandiera) | Guilherme Arana | Atlético Mineiro |
| C     | Brasile (bandiera) | Nathan          | América-MG       |
| C     | Brasile (bandiera) | Allan           | Atlético Mineiro |
| C     | Brasile (bandiera) | Juninho         | América-MG       |
| C     | Brasile (bandiera) | Ibson           | Tombense         |
| A     | Brasile (bandiera) | Ademir          | América-MG       |
| A     | Brasile (bandiera) | Rubens          | Tombense         |

Allenatore
 Eugênio Souza (Tombense)
Giocatore del torneo
 Ibson (Tombense)